# Местр, Рудольф Осипович де
Граф Рудольф Осипович де Местр (Rodolphe-Aimee-Andre comte de Maistre, 1789—1866) — участник Отечественной войны 1812 года.

## Биография
Сын известного Жозефа де Местра, дипломата и писателя, автора «Soirees de Saint-Petersbourg» и других, игравшего значительную роль в царствование императора Александра I. Его дед по отцовской линии, Франсуа-Ксавье Местр (1705—1789), являлся президентом Савойского Сената. Его дед по материнской линии, Жан-Пьер де Моран (1703—1759), был полковником полка Шабле.
В эпоху Революции Жозеф де Местр занимал должность сенатора в Савойе, и, когда республиканские войска заняли Пьемонт, он покинул отечество, желая остаться верным своему государю. Сделавшись эмигрантом, он всецело отдался интересам Савойского дома, исполнял разные поручения своего монарха и в 1802 году прибыл в Петербург в качестве представителя сардинского короля.
Мать графа Рудольфа, Франсуаза де Моран де Сен-Сюльпис (1759—1839), принадлежала к савойской знати. Это была женщина высокообразованная, твёрдого характера и высоких нравственных правил. Среди постоянных тревог и опасностей, связанных с частыми переездами мужа, самоотверженная мать не забывала о воспитании сына и сумела дать ему блестящее, по тому времени, образование. Вспоминая о детстве, Рудольф де-Местр впоследствии рассказывал, что даже во время дороги, чернильница, бумага и перья всегда находились в карете, и уроки таким образом не прекращались. В минуту сильной досады, юноша Рудольф, потеряв однажды терпенье, написал в своей тетради следующую латинскую фразу: Coelum et terra transibunt, scriptura autem unquam transibit (скорее небо и земля перестанут существовать, нежели прекратится писание). При этом графиня де Местр, к удивлению людей её знавших, не переставала быть светской, увлекательной женщиной. Из послужного списка графа Рудольфа видно, что он знал пять языков: латинский, французский, немецкий, итальянский и русский, которому, конечно, уже обучился по приезде в Россию.
В 1805 году Рудольф вызван был отцом в Петербург, где он и занял место секретаря при своём отце. Такое решение возникло у Жозефа де Местра ввиду того, что Рудольфу в это время уже исполнилось 16 лет, и, как убежденный патриот, он не хотел, чтобы сын его служил «человеку, который лишил престола его государя». Благодаря отъезду, Рудольф избежал рекрутского набора, и вскоре затем Сардинский король наградил его орденом Св. Маврикия и назначил жалованье в 4 000 франков. Пробыв два года в качестве секретаря, Рудольф 23 января 1807 года был зачислен корнетом в Кавалергардский полк. Этот выдающийся успех иностранца следует отнести к тому сочувствию, которое проявлял Император Александр I к Сардинскому королю и к самому Жозефy де Местру.
Нет основания предполагать, что Жозеф де Местр имел в виду для сына военную карьеру. Напротив, в своих письмах к родственникам он смотрел на него, как на своего помощника, и радовался его талантам. Молодой Рудольф скоро усвоил себе трудный русский язык и служил для отца переводчиком. Отец чрезвычайно желал видеть сына принятым ко Двору, однако, Рудольф не сразу попал в Зимний дворец, хотя и посещал уже вместе с отцом дома вельмож и министров. В своём письме к кавалеру де-Росси 2 февраля 1806 года Жозеф де-Местр пишет: "Аu dernier bal de l’lmperatrice — Mere, on lui pr6senta la liste, suivant l’usage, ой le maitre des ceremonies avait place mon fils et le baron de Silverstorpe, charge d’affaires de Suede et chambellan de S. M. Suedoise. L’lmperatrice effa^a leurs deux noms avec son propre crayon; trois jours apr£s l’Empereur a admis mon fils (mais non l’autre) en ecrivant de sa main a cote de mon nom: «et son lils». При этом Жозеф де Местр в своих «Записках» прибавляет, что такая особенная милость Государя по отношению к юноше офицеру привела в изумление весь Двор.
Быть может, Жозеф де Местр и предпочел бы для сына русскую гражданскую службу, но, несмотря на блестящее образование Рудольфа, он едва ли мог скоро выдвинуться на этом поприще. Оставалась служба военная. Но тут любящий отец опять затруднялся, боясь за сына, которому пришлось бы, по правилам, начать с унтер-офицерского чина и нести службу солдата. Однако, хлопоты и протекции устранили это препятствие. Первоначально Государь высказался, что «граф должен для соблюдения формы прослужить 8 дней в каком-нибудь другом полку», и де Местр отец писал по этому поводу кавалеру де-Росси: «Cette petite anecdote vous montre le systeme du pays». Но дело уладилось и без 8-дневной службы, и граф был принят 8 января 1807 года непосредственно в Кавалергардский полк, с чином корнета.
В своих записках Жозеф де Местр отмечает, что будущее сына рисуется ему весьма блестящим: «Когда он (Рудольф) будет ротмистром, у него будет прекрасная квартира, вполне достаточная для женатого человека. Полковник получает 12 000 пьемонтских ливров и фураж на 15 лошадей, а при самом обыкновенном счастьи он может быть произведен в полковники 25-26 лет от роду». Между прочим министром иностранных дел было передано де Местру, что император не может принять его сына высшим чином, но что нечего беспокоиться о судьбе молодого человека, покровителем которого является Александр I. Это лестное внимание выразилось между прочим в том, что обмундирование Рудольфа Государь принял на свой счет, и де-Местр высказывает по этому поводу большое удовольствие: "C’est une grande affaire pour moi: l'éрée seule coute 200 roubles, le casque autant, l’echarpe autant, etc. Денежные дела де Местра были далеко не блестящи.
Чтение писем Жозефа де-Местра, относящихся к этому времени, производит впечатление, что он «с душевным прискорбием». Во время Бородинской битвы 24-26 августа, поручик Кавалергардского полка граф де Местр состоял при командующем кавалерией 2-й Западной армии генерал-лейтенанте князе Д. В. Голицыне, в должности старшего адъютанта командира 1-й Кирасирской дивизии, которым одновременно был князь Голицын.
В 1817 году перешёл на службу к сардинскому королю Карлу Феликсу, а после его смерти служил Карлу Альберту.
В 1838 году командовал гарнизоном Генуи. С 1838 по 1848 год был губернатором Ниццы, тогда бывшей в составе Сардинского королевства.

## Награды
- Высший орден Святого Благовещения
- Орден Святого Людовика
- Орден Святого Владимира
- Орден Святых Маврикия и Лазаря (Сардиния)
- Орден Святой Анны
- Орден Железной короны
- Pour le Mérite (Пруссия)